# 功曹阙
功曹阙，位于山东省临沂市平邑县原在县城北八埠顶，现移县城一小学，是中华人民共和国全国重点文物保护单位之一。
1977年12月23日，公布为山东省文物保护单位。2013年3月5日，公布为第七批全国重点文物保护单位。